# Nookalamma
Nookalamma, eller Nookambika, är en lokal gudom, eller gramadevata, som är populär  i den indiska delstaten Andhra Pradesh. Det är också namnet på ett tempel i Anakāpalle i det indiska distriktet  Vishākhapatnam.

## Gudinnan
Sri Sri Sri Nookambika Ammavaru är enligt lokal tro en av nio shaktiformer och benämndes längre tillbaka i tiden Sri Anagha Devi. När templet Nookalamma renoverades och tillägnades gudinnan hade hennes namn hunnit ändras till Sri Kakatamba.
Enligt lokal tradition skapades universum av Sri Shakti Ammavaru mellan två nymånar på våren, enligt den hinduiska kalendern. Detta är därför en tid då Nookalamma särskilt blir föremål för tillbedjan. Söndagar, tisdagar och torsdagar anses som extra gynnsamma dagar under den här perioden.

## Templet
Templet i  Anakāpalle anses vara gudinnan Nookalammas boning och ställdes i ordning på 1600-talet genom renoveringen av ett äldre tempel. Byggherre var Sri Kakarlapudi Appalaraju Payakarao, som då var kung i området. Templet uppfördes till familjegudinnan Kakatambika, som senare fick namnen Nookambika och Nookalamma och blev bygudinna i stora delar av Andhra Pradesh. Dagen före nyårsdagen, Ugadi, kallas "Kottha Amavasya". Då vallfärdar tusentals människor från alla delar av delstaten till gudinnans tempel. Kottha Amavasya utgör starten för den månadslånga `jaataran' (ungefär festivalen) till gudinnan Nookalammas ära.
Templet underställdes statlig skötsel 1937. Det finns gott om andra tempel i delstaten som är uppkallade efter gudinnan, men det är templet i Anakāpalle som ses som gudinnans boning.

## Myter om Nookalamma
Det finns gott om berättelser om Nookalamma, framför allt skapelsemyter, som skiljer sig ganska påtagligt åt mellan byarna i delstaten. Det finns också myter där Nookalamma beskrivs som en krigargudinna.